# Инверсное расстояние
Инверсное расстояние — это способ измерения «расстояния» между двумя окружностями независимо от того, пересекаются ли эти окружности, касаются ли, или вообще не имеют общих точек.

## Свойства
Инверсное расстояние не меняется, если окружности инвертировать, или подвергнуть преобразованию Мёбиуса. Одна пара окружностей может быть переведена в другую пару окружностей с помощью преобразования Мёбиуса тогда и только тогда, когда обе пары имеют одинаковое инверсное расстояние.
Для инверсного расстояния выполняется аналог теоремы Бекмана — Куорлза — если биекция множества окружностей на инверсной плоскости сохраняет инверсное расстояние между парой окружностей на некотором фиксированном расстоянии {\displaystyle \delta }, то она должна быть преобразованием Мёбиуса, которое сохраняет все инверсные расстояния.

## Формула расстояния
Для двух окружностей на евклидовой плоскости с радиусами {\displaystyle r} и {\displaystyle R} и расстоянием {\displaystyle d} между центрами инверсное расстояние можно определить по формуле
{\displaystyle I={\frac {d^{2}-r^{2}-R^{2}}{2rR}}.}
Формула даёт:
- значение больше 1 для двух непересекающихся окружностей,
- значение 1 для двух касающихся окружностей, лежащих по разные стороны от касательной в точке касания,
- значение между  −1 и 1 для двух пересекающихся окружностей,
  - значение 0 для двух окружностей, пересекающихся под прямыми углами,
- значение −1 для двух окружностей, касающихся друг друга, когда одна из окружностей лежит внутри другой,
- значение, меньшее −1, если одна окружность полностью лежит внутри другой.

Некоторые авторы определяют абсолютное инверсное расстояние как абсолютное значение инверсного расстояния.
Некоторые авторы модифицируют формулу расстояния путём взятия обратного гиперболического косинуса (ареакосинуса) от значения, приведённого выше . То есть вместо {\displaystyle I} инверсное расстояние определяется как число {\displaystyle \delta }, задаваемое равенством
{\displaystyle \delta =\operatorname {arcosh} (I).}
Хотя преобразование инверсного расстояния таким образом делает формулу более сложной и не позволяет применить её к паре пересекающихся окружностей, формула имеет преимущество, что (как и обычное расстояние между точками на плоскости) расстояние становится аддитивным для окружностей в пучке непересекающихся окружностей. То есть, если три окружности принадлежат обшему пучку, то (используя {\displaystyle \delta } вместо {\displaystyle I} в качестве инверсного расстояния) одно из трёх попарных расстояний будет суммой двух других.

## В других геометриях
Можно определить инверсное расстояние для окружностей на сфере или на гиперболической поверхности.

## Приложения

### Цепочки Штейнера
Цепочка Штейнера для двух непересекающихся окружностей — это конечная последовательность дополнительных окружностей, каждая из которых касается двух заданных окружностей и двух соседних окружностей в цепи.
Поризм Штейнера утверждает, что если две окружности обладают цепочкой Штейнера, они имеют бесконечно много таких цепочек.
Цепочке разрешается пробегать более одного раза вокруг двух заданных окружностей, и она может быть описана рациональным числом {\displaystyle p}, числитель которого равен числу окружностей в цепочке, а знаменатель определяет число оборотов цепочки. Все цепочки для двух заданных окружностей имеют одно и то же значение {\displaystyle p}. Если инверсное расстояние между двумя окружностями (после взятия обратного гиперболического косинуса) равно {\displaystyle \delta }, то {\displaystyle p} может быть найдено по формуле
{\displaystyle p={\frac {\pi }{\sin ^{-1}\tanh(\delta /2)}}.}
И обратно, любые две непересекающиеся окружности, для которых эта формула даёт рациональное число, обладают цепочкой Штейнера. Более обще, произвольная пара непересекающихся окружностей может быть аппроксимирована произвольно близко парой окружностей, обладающих цепочкой Штейнера, значение {\displaystyle p} которой является рациональным приближением значения, даваемого формулой для двух заданных окружностей.

### Упаковка кругов
Инверсное расстояние используется для определения понятия инверсного расстояния упаковки кругов — набор окружностей со свойством, что указанное подмножество пар окружностей (соответствующих рёбрам планарного графа) имеют заданные инверсные расстояния между друг другом. Это понятие обобщает упаковку окружностей, описываемую теоремой об упаковке кругов, в которой выбранные пары окружностей касаются друг друга. Хотя меньше известно о существовании упаковки окружностей с заданными инверсными расстояниями по сравнению с упаковкой с касанием, известно, что при существовании такой упаковки окружности могут быть определены единственным образом (с точностью до преобразования Мёбиуса) заданным максимальным планарным графом и множеством евклидовых или гиперболических инверсных расстояний. Это свойство жёсткости можно существенно обобщить для евклидовой и гиперболической метрик на триангулированных многообразиях с  угловыми дефектами в вершинах . Однако для многообразий со сферической геометрией такие упаковки не будут уникальными. В свою очередь, упаковки кругов с инверсным расстоянием могут использоваться для построения аппроксимации конформных отображений.

## Ссылка
- Weisstein, Eric W. Inversive Distance (англ.) на сайте Wolfram MathWorld.